# Siueni Filimone
Siueni Filimone, né le 19 août 1994 à Hihifo, est un athlète tongien.

## Biographie
Il participe à plusieurs compétitions sur 100 mètres : les Championnats d'Océanie juniors 2012 à Cairns, les Championnats du monde juniors d'athlétisme 2012 à Barcelone, les Championnats d'Océanie d'athlétisme 2013 à Papeete, les Championnats du monde d'athlétisme 2013 à Moscou, les Mini-Jeux du Pacifique de 2013 à Mata Utu, les Jeux du Commonwealth de 2014 à Glasgow, les Championnats d'Océanie d'athlétisme 2014 à Rarotonga, les Championnats d'Océanie d'athlétisme 2015 à Cairns et les Jeux olympiques d'été de 2016 à Rio de Janeiro,.
Il participe sur 200 mètres aux Championnats d'Océanie juniors 2012 à Cairns, aux Championnats d'Océanie 2013 à Papeete, aux Mini-Jeux du Pacifique de 2013 à Mata Utu et aux Championnats d'Océanie 2015 à Cairns.
Il participa également au 60 mètres des Championnats du monde d'athlétisme en salle 2016 à Portland.
Il est le porte-drapeau de la délégation tongienne à la cérémonie de clôture des Jeux olympiques d'été de 2016.

## Palmarès

### Jeux olympiques
- 2016 à Rio de Janeiro,  Brésil
  - 2e en séries du 100 mètres hommes en athlétisme[2],[1]

### Championnats du monde
- 2016 à Portland,  Oregon,  États-Unis
  - 8e de sa série de qualification du 60 mètres[2]

### Championnats d'Océanie
- 2014 à Rarotonga,  Îles Cook
  -  Médaille de bronze du relais 4 x 100 mètres
- 2013 à Papeete,  Polynésie française
  -  Médaille d'argent du 100 mètres
- 2012 à Cairns,  Australie
  -  Médaille d'argent du relais 4 x 100 mètres

### Championnats d'Océanie juniors
- 2012 à Cairns,  Australie
  -  Médaille d'argent du 200 mètres
  -  Médaille de bronze du 100 mètres

### Mini Jeux du Pacifique
- 2013 à Mata-Utu,  Wallis-et-Futuna
  -  Médaille de bronze du relais 4 x 100 mètres

### Championnats régionaux mélanésiens
- 2016 à Suva,  Fidji
  - 6e de la demi-finale du 100 mètres[2]